# Orthosia extraaxillaris
Orthosia extraaxillaris är en oleanderväxtart som beskrevs av W.D.Stevens. Orthosia extraaxillaris ingår i släktet Orthosia och familjen oleanderväxter. Inga underarter finns listade i Catalogue of Life.